# قائمة الشركات في العراق

موقع العراق

العراق دولة تقع في غرب آسيا، تحدها تركيا من الشمال، وإيران من الشرق، والكويت من الجنوب الشرقي، والمملكة العربية السعودية من الجنوب، والأردن من الجنوب الغربي، وسوريا من الغرب.
يهيمن قطاع النفط على اقتصاد العراق بشكل أساسي، والذي يوفر بحلول عام 2021 نحو 92% من عائدات النقد الأجنبي.  أدى نقص التنمية في القطاعات الأخرى إلى نسبة تقرب من 13٪  من العاطلين عن العمل اعتبارًا من عام 2017 حيث بلغ نصيب الفرد من الناتج المحلي الإجمالي 7000 دولار. 
يشكل التوظيف في القطاع العام ما يقرب من 60% من العمالة بدوام كامل في عام 2011.  بينما لا تولد صناعة تصدير النفط، التي تهيمن على الاقتصاد العراقي، سوى القليل من فرص العمل بالمقارنة مع حجم عائداتها. 
لا تشارك سوى نسبة متواضعة من النساء (أعلى تقدير لعام 2011 هو 22%) في القوى العاملة. 

## شركات بارزة
تتضمن هذه القائمة الشركات البارزة التي يقع مقرها الرئيسي في العراق.
تتبع الصناعة والقطاع التصنيف المعياري لتصنيف الصناعة. يتم تضمين المنظمات التي توقفت عن العمل ويشار إليها على أنها منتهية الصلاحية.
| الاسم                               | الصناعة            | القطاع                         | المقر                  | تأسست | ملاحظات                   |
| ----------------------------------- | ------------------ | ------------------------------ | ---------------------- | ----- | ------------------------- |
| Ability with Innovation             | النفط والغاز       | المعدات والخدمات النفطية       | بغداد                  | 1970  | عقود النفط والغاز         |
| المصرف الزراعي التعاوني العراقي     | الخدمات المالية    | بنوك                           | بغداد                  | 1935  | بَنْك                       |
| الناصر للطيران                      | خدمات المستهلك     | شركات الطيران                  | الكرادة الشرقية        | 2005  | Defunct 2019              |
| آسياسيل                             | اتصالات            | الاتصالات                      | السليمانية             | 1999  | اتصالات الجوال            |
| Azmar Airlines                      | خدمات المستهلك     | شركات الطيران                  | السليمانية             | 2005  | Defunct 2015              |
| مصرف بابل                           | الخدمات المالية    | مصارف                          | بغداد                  | 1998  | مصرف                      |
| شركة بغداد للمشروبات الغازية (BSDC) | Consumer goods     | Soft drinks                    | بغداد                  | 1989  | Soft drinks               |
| مصرف بغداد                          | Financial services | Banks                          | بغداد                  | 1992  | Commercial bank           |
| مصرف البصرة الدولي للاستثمار        | Financial services | Banks                          | بغداد                  | 1993  | Commercial bank           |
| البنك المركزي العراقي               | Financial services | Banks                          | بغداد                  | 1947  | Central bank              |
| مصرف دار السلام للاستثمار           | Financial services | Banks                          | بغداد                  | 1998  | Commercial bank           |
| فلاي بغداد                          | Consumer services  | Airlines                       | بغداد                  | 2014  | Private airline           |
| مصرف الخليج التجاري                 | Financial services | Banks                          | بغداد                  | 2000  | Commercial bank           |
| المصرف الصناعي العراقي              | Financial services | Banks                          | بغداد                  | 1941  | Commercial bank           |
| شركة النفط الوطنية العراقية         | النفط والغاز       | Exploration & production       | بغداد                  | 1966  | Oil industry              |
| سوق العراق للأوراق المالية          | Financial services | Investment services            | بغداد                  | 2004  | Exchange                  |
| الخطوط الجوية العراقية              | Consumer services  | Airlines                       | بغداد                  | 1946  | Airline                   |
| Iraqi International Law Group       | Industrials        | Business support services      | بغداد                  | 2003  | Law firm, defunct 2008    |
| المصرف العراقي الإسلامي             | Financial services | Banks                          | بغداد                  | 1993  | Commercial bank           |
| شركة ناقلات النفط العراقية          | Industrials        | Marine transportation          | البصرة                 | 1972  | Marine transport          |
| الشركة العامة لسكك الحديد العراقية  | Industrials        | Railroads                      | بغداد                  | 1905  | National railways         |
| الشركة العامة للاتصالات والبريد     | Telecommunications | Fixed line telecommunications  | بغداد                  | 1919  | Telecom and post          |
| كورك تيليكوم                        | Telecommunications | Mobile telecommunications      | أربيل                  | 2000  | Mobile network            |
| شركة نفط الوسط                      | النفط والغاز       | Exploration & production       | بغداد                  | 2010  | State oil                 |
| شركة نفط ميسان                      | النفط والغاز       | Exploration & production       | العمارة (محافظة ميسان) | 2008  | State oil and gas         |
| Mobitel (Iraq-Kurdistan)            | Telecommunications | Mobile telecommunications      | أربيل                  | 2007  | Mobile network            |
| شركة نفط الشمال                     | النفط والغاز       | Exploration & production       | كركوك                  | 1928  | State oil                 |
| كي كارد                             | Financial services | Credit cards & payment systems | بغداد                  | 2007  | Credit card               |
| مصرف الرافدين                       | Financial services | Banks                          | بغداد                  | 1941  | Bank                      |
| مصرف الرشيد                         | Financial services | Banks                          | بغداد                  | 1988  | Bank                      |
| المصرف العقاري العراقي              | Financial services | Banks                          | بغداد                  | 1948  | State bank                |
| Rumaila Operating Organization      | النفط والغاز       | Exploration & production       | البصرة                 | 2010  | Rumaila oil field         |
| Shield Group Security               | Industrials        | Business support services      | بغداد                  | 2003  | Private security, defunct |
| شركة تسويق النفط (سومو)             | Industrials        | Business support services      | بغداد                  | 1972  | Oil marketing             |
| شركة نفط البصرة                     | النفط والغاز       | Exploration & production       | البصرة                 | 1970  | State oil and gas         |
| المصرف العراقي للتجارة              | Financial services | Banks                          | بغداد                  | 2003  | State bank                |
| مصرف الوركاء                        | Financial services | Banks                          | بغداد                  | 1999  | Commercial bank           |
| Zagrosjet                           | Consumer services  | Airlines                       | أربيل                  | 2005  | Defunct 2018              |

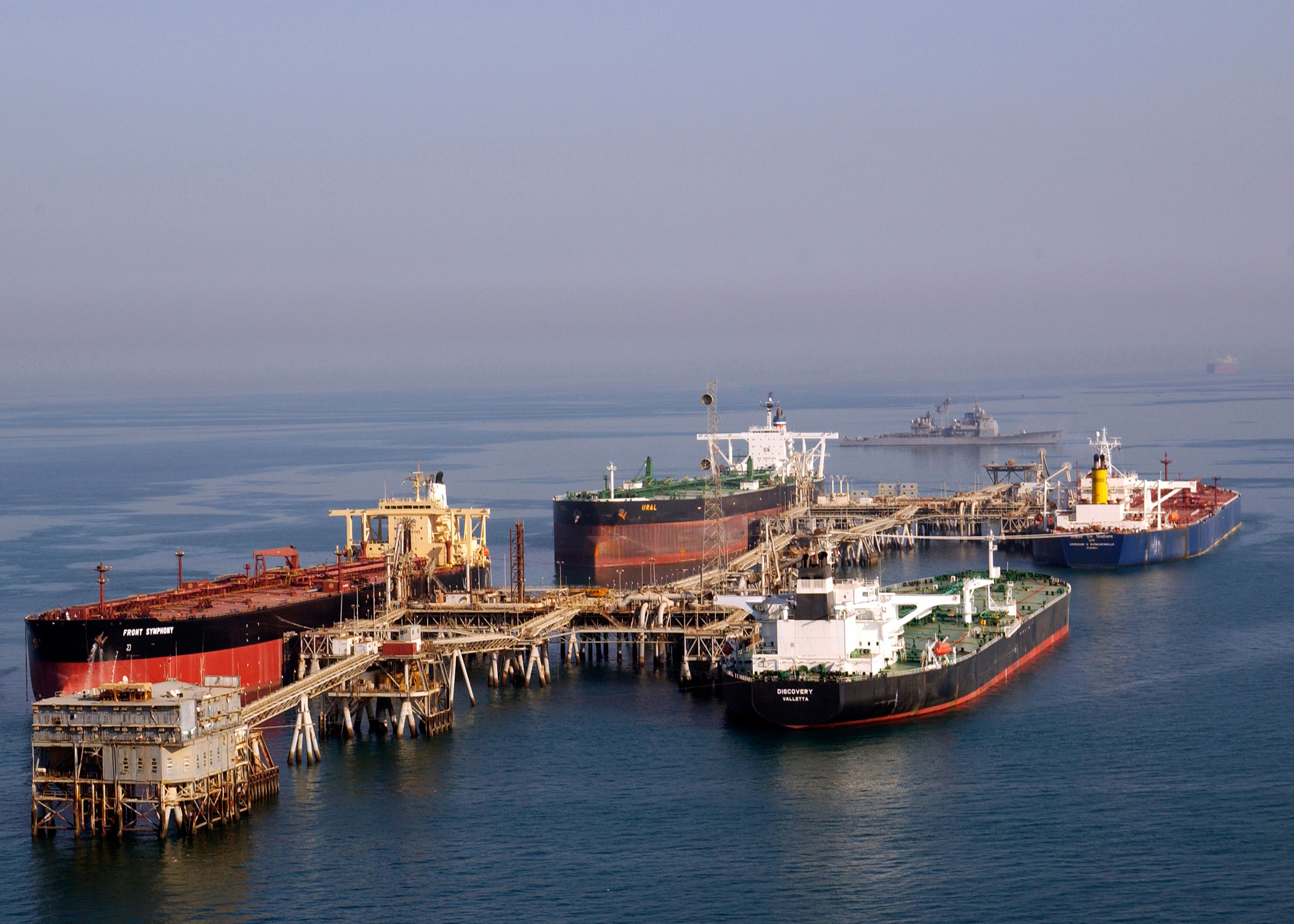
خزانات النفط في ميناء البصرة النفطي.
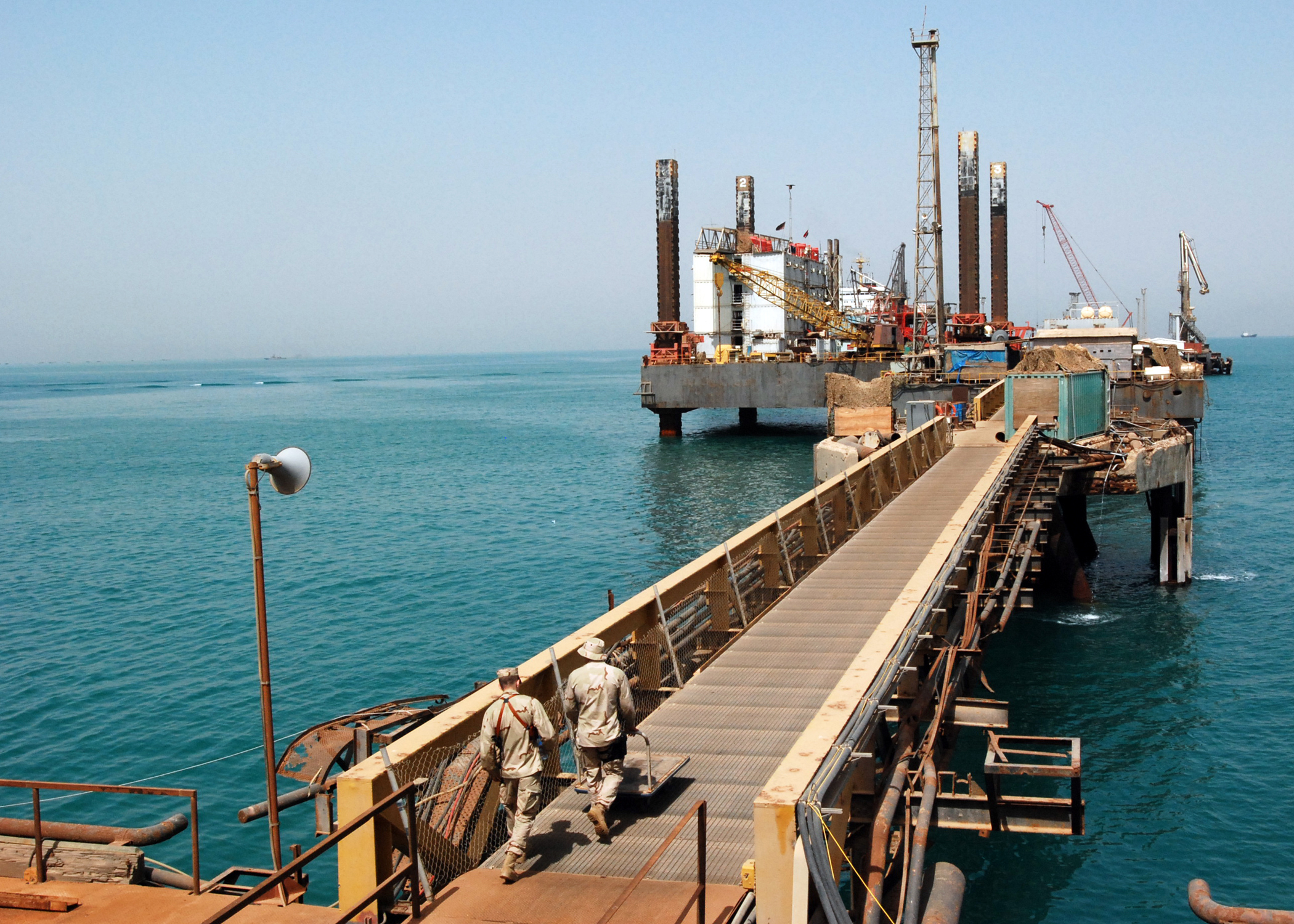
منصة نفط عراقية في البصرة بالخليج العربي.
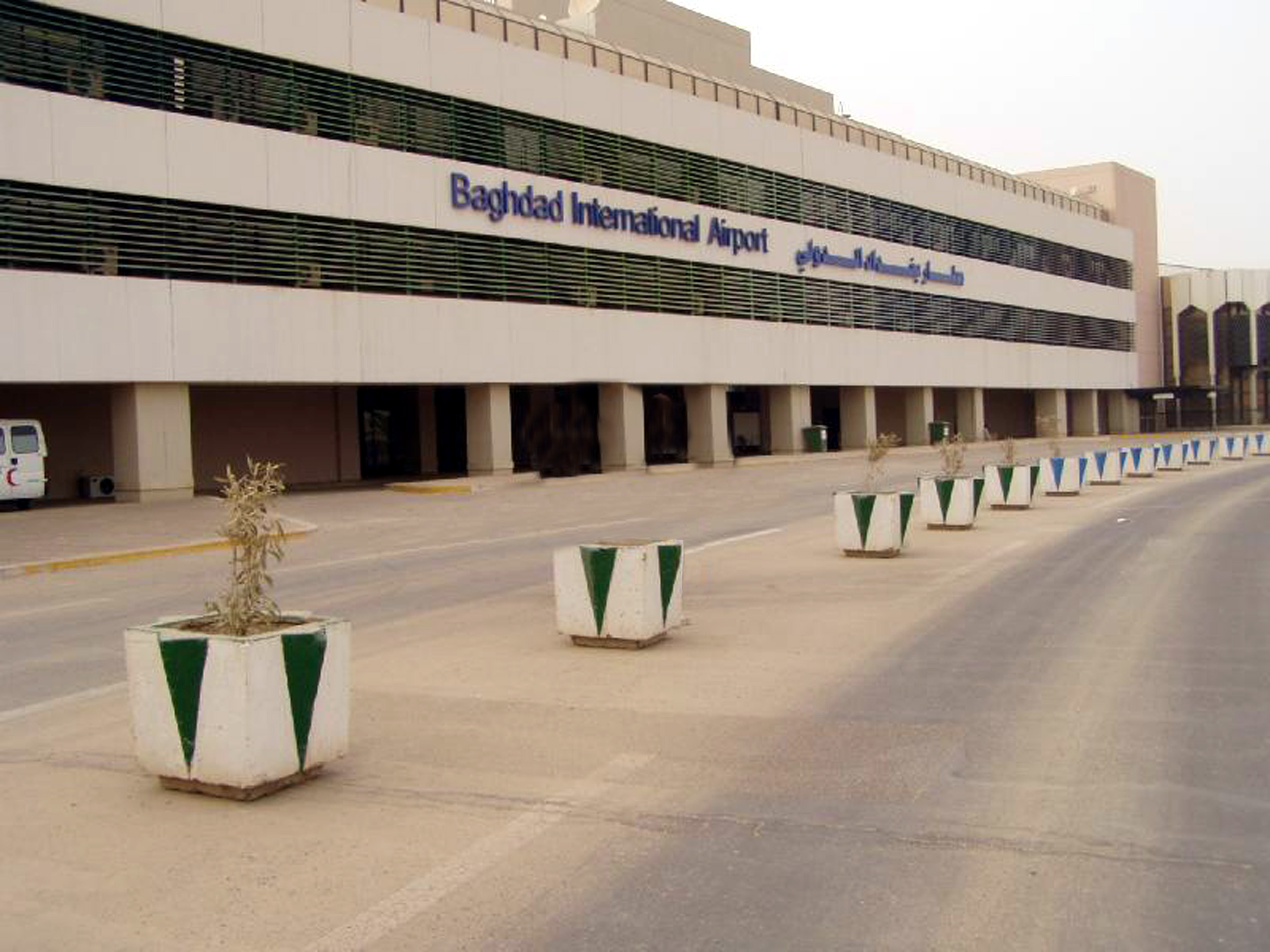
مطار بغداد الدولي.

## أنظر أيضا
- اقتصاد العراق
- قائمة شركات الطيران في العراق
- قائمة البنوك في العراق